# Aeroportul Anaa
Aeroportul Anaa (IATA: AAA, ICAO: NTGA) este un aeroport din Polinezia Franceză, Franța ce deservește zona Anaa⁠(d). Aeroportul a fost tranzitat în 2022 de 3.927 de pasageri. A fost deschis în 1976 și numit după zona deservită.
Situat la o altitudine de 3 m, aeroportul dispune de 1 pistă.

## Infrastructură

### Piste
Aeroportul dispune de o singură pistă. Pista 14/32 are suprafața de asfalt și dimensiunile 1.502 m × 30 m. 